# Elecciones generales de Panamá de 1908
Entre el 28 de junio y el 12 de julio de 1908 se celebraron elecciones generales en Panamá. Fueron las segundas elecciones desde la separación de Colombia y la subsecuente adopción de la primera Constitución el 20 de febrero de 1904. En estas elecciones, se eligió al vicepresidente en ejercicio José Domingo de Obaldía como presidente de la República, al mismo tiempo que sus aliados políticos obtuvieron importantes victorias en las elecciones municipales. Las elecciones se produjeron en el contexto de la construcción del Canal de Panamá y la presencia estadounidense en el istmo, de conformidad con el Tratado Hay-Bunau Varilla firmado en 1903.
El principal oponente de Obaldía en las elecciones presidenciales era Ricardo Arias Feraud, quien eventualmente abandonó la contienda y permitió que Obaldía fuera elegido unánimemente. Los aliados de Arias Feraud se abstuvieron de votar en las elecciones.
A pesar de que Obaldía era su vicepresidente, el presidente en ejercicio Manuel Amador Guerrero apoyó a Arias Feraud en las elecciones presidenciales. Algunos congresistas estadounidenses manifestaron serias preocupaciones ante la posibilidad de que Amador Guerrero amañara las elecciones en favor de Arias Feraud, resultando en que Estados Unidos amenazara con intervenir militarmente si se presentaba fraude electoral. Existían temores de desorden público durante las elecciones, pero se desarrollaron de manera ordenada.

## Resultados
| Candidato                                            | Candidato                            | Partido                              | Votos | %      |
| ---------------------------------------------------- | ------------------------------------ | ------------------------------------ | ----- | ------ |
|                                                      | José Domingo de Obaldía              | Partido Liberal                      | 258   | 100.00 |
| Total de votos válidos                               | Total de votos válidos               | Total de votos válidos               | 258   | 100.00 |
|                                                      |                                      |                                      |       |        |
| Votos válidos                                        | Votos válidos                        | Votos válidos                        | 258   | 100.00 |
| Votos inválidos                                      | Votos inválidos                      | Votos inválidos                      | 0     | 0.00   |
| Total de votos emitidos                              | Total de votos emitidos              | Total de votos emitidos              | 258   | 100.00 |
| Votantes registrados y participación                 | Votantes registrados y participación | Votantes registrados y participación | 269   | 95.91  |
| Fuente: Departamento de Estado de los Estados Unidos |                                      |                                      |       |        |